# العلاقات التشادية الغيانية
العلاقات التشادية الغيانية هي العلاقات الثنائية التي تجمع بين تشاد وغيانا.

## مقارنة بين البلدين
هذه مقارنة عامة ومرجعية للدولتين:
| وجه المقارنة                                              | تشاد                      | غيانا        |
| --------------------------------------------------------- | ------------------------- | ------------ |
| المساحة (كم2)                                             | 1.28 مليون                | 214.97 ألف   |
| عدد السكان (نسمة)                                         | 15.23 مليون               | 777.86 ألف   |
| الكثافة السكانية (ن./كم²)                                 | 11.9                      | 3.62         |
| العاصمة                                                   | انجمينا                   | جورج تاون    |
| اللغة الرسمية                                             | لغة فرنسية، اللغة العربية | لغة إنجليزية |
| العملة                                                    | فرنك وسط أفريقي           | دولار غياني  |
| الناتج المحلي الإجمالي (بليون دولار)                      | 9.98 مليار                | 3.68 مليار   |
| الناتج المحلي الإجمالي (تعادل القوة الشرائية) بليون دولار | 30.54 مليار               | 5.77 مليار   |
| الناتج المحلي الإجمالي الاسمي للفرد دولار أمريكي          | 775                       | 4.13 ألف     |
| الناتج المحلي الإجمالي للفرد دولار أمريكي                 | 2.18 ألف                  |              |
| مؤشر التنمية البشرية                                      | 0.392                     |              |
| رمز المكالمات الدولي                                      | +235                      | +592         |
| رمز الإنترنت                                              | .td                       | .gy          |
| المنطقة الزمنية                                           | ت ع م+01:00               | 00           |

## منظمات دولية مشتركة
يشترك البلدان في عضوية مجموعة من المنظمات الدولية، منها:
| علم المنظمة | اسم المنظمة                                 | تاريخ انضمام تشاد | تاريخ انضمام غيانا |
| ----------- | ------------------------------------------- | ----------------- | ------------------ |
|             | وكالة ضمان الاستثمار متعدد الأطراف          | 11 يونيو 2002     | 18 يناير 1989      |
|             | منظمة الشرطة الجنائية الدولية               | ?                 | ?                  |
|             | مجموعة دول أفريقيا والكاريبي والمحيط الهادئ | ?                 | ?                  |
|             | منظمة حظر الأسلحة الكيميائية                | ?                 | ?                  |
|             | منظمة التجارة العالمية                      | ?                 | ?                  |
|             | البنك الدولي للإنشاء والتعمير               | 10 يوليو 1963     | 26 سبتمبر 1966     |
|             | الأمم المتحدة                               | 20 سبتمبر 1960    | 20 سبتمبر 1966     |
|             | مؤسسة التمويل الدولية                       | 2 أبريل 1998      | 4 يناير 1967       |
|             | يونسكو                                      | 19 ديسمبر 1960    | 21 مارس 1967       |
|             | مؤسسة التنمية الدولية                       | 7 نوفمبر 1963     | 4 يناير 1967       |
|             | الاتحاد البريدي العالمي                     | ?                 | ?                  |
|             | المركز الدولي لتسوية المنازعات الاستشارية   | 14 أكتوبر 1966    | 10 أغسطس 1969      |
|             | الاتحاد الدولي للاتصالات                    | 25 نوفمبر 1960    | 8 مارس 1967        |

## وصلات خارجية
- موقع وزارة الخارجية الغيانية